# Вещательная журналистика
Вещательная журнали́стика (англ. Broadcast journalism) — способ подачи информации в журналистике в противоположность способам традиционных печатных средств массовой информации. К вещательной журналистике относятся радио, телевидение и Всемирная паутина.
Вещательная журналистика возникла на радио, так как эта вещательная среда была исторически первой. Изначально радио использовалось только в развлекательных целях, его информационный потенциал первым раскрыл Эдвард Марроу, который во время Второй мировой войны вёл радиорепортажи из Лондона.